# باریتین
باریتین یا باریت (به انگلیسی: Baryte)(BaSO4) ماده‌ای معدنی دارای سولفات باریم است. ترکیبات شامل باریت، سلستین، آنگلزیت و انهیدرات را گروه باریت می‌نامند. باریت منبع اصلی تهیه باریم است. باریت و سلستین محلول جامد (Ba,Sr SO4)را می‌سازند. این کانی از مجموعه کانی هاست و از کلمه یونانی barus به معنای سنگین گرفته شده است. با: BaO:65.7% SO3:34.3% Sr,Pb برای اولین بار در رومانی کشف شد و از نظر شکل بلور: ورقه‌ای - پهن و کوتاه - به ندرت منشور، رنگ: بیرنگ - سفید - خاکستری - زرد - آبی - قرمز - قهوه ای، شفافیت: شفاف - نیمه شفاف، جلا: شیشه‌ای - صدفی، رخ: عالی - مطابق با سطح خوب - مطابق با سطح و در رده‌بندی سولفات است و منشأ تشکیل آن هیدروترمال - رسوبی - ثانوی است.

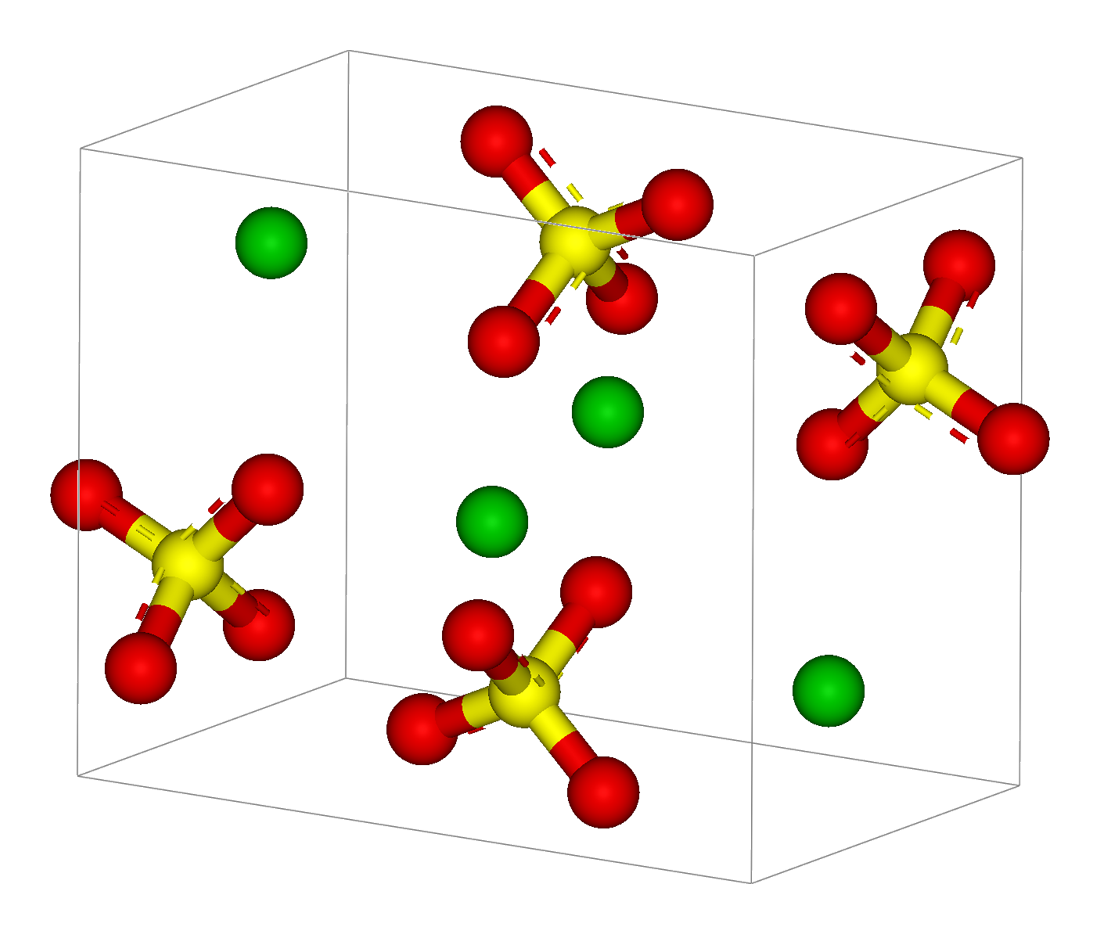
سلول واحد باریت

همایند کانی‌شناسی (پارانژ) آن کلسیت - آراگونیت - سلستین- کلسیت- فلوریت- کوارتز است
، از نظر ژیزمان بلور- اگرگات توده‌ای - خاکی - درخشان خیلی فراوان است و بیشتر در آلمان غربی و شرقی، چک اسلواکی، بریتانیای کبیر، فرانسه، رومانی، آمریکا، مکزیک، کانادا، ایران، تونس یافت می‌شود.

## بهره‌گیری‌ها

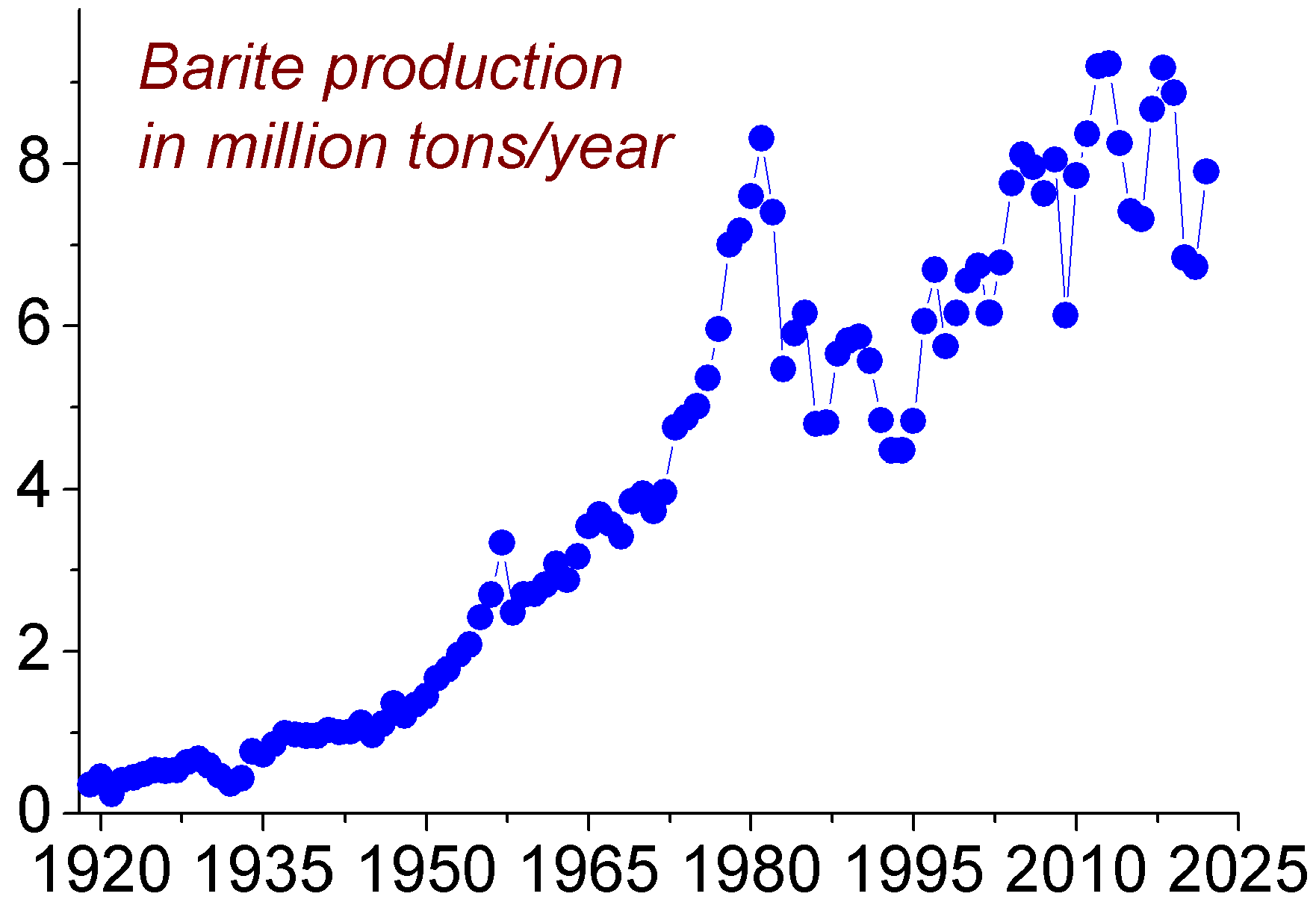
نمودار تولید جهانی باریت معدنی

این کانه در صنایع گوناگونی مورد مصرف قرار می‌گیرد. به دلیل فراوان بودن ذخایر باریت در بیشتر نقاط دنیا و همچنین ویژگی‌های خاص آن، این کانه، کاربرد زیادی در صنایع مختلف پیدا کرده است. باریت عمدتاً به عنوان پرکننده در تهیه گل حفاری، لاستیک، کاغذهای مرغوب، کابل‌سازی، پلاستیک سازی، ساخت و پردازش کائوچو، رنگ سازی، سرامیک سازی، ساخت شیشه‌های شفاف، صنایع چینی‌سازی، لوازم آرایشی، جوهر سفید و لاک غلط گیر، ساخت لباس‌های عایق، لنت ترمز، شمع خودرو، لوله‌های خلاء، وسایل آتش بازی، مواد منفجره، آلیاژ، حفاظت پرتو، در لامپ‌های فلوئورسنت، در رآکتوهای هسته‌ای، داروسازی و پزشکی یافت می‌شود.
کانسارهای باریت نوع لایه‌ای بیشتر با ذخایر ماسیوسولفاید و ذخایر استراتی باند استراتی فرم رسوبی در ارتباط هستند. در ماسیوسولفیدهای نوع کروکوباریتدر قسمت فوقانی و اطراف ذخیره ماسیوسولفید یافت می‌شود. در بعضی از کانسارهای استراتی باند استراتی فرم رسوبی، لایه‌های باریت‌دار گزارش شده است. باریت به صورت لایه‌ای و گاهی به صورت سیمان سنگ دیده می‌شود.
لایه‌های باریت‌دار بیشتر به رنگ خاکستری هستند که از بالا و اطراف به چرت وشیلهای سیلیسی ختم می‌شوند. میزان باریت بین ۵۰ تا ۹۵ درصد متغیر است.

## فهرست کشورها بر پایه تولید باریتین
این فهرست کشورهای تولیدکننده باریتین، بر اساس امار سازمان آمارگیری آمریکا در سال ۲۰۱۴ منتشر شده است.
| رتبه | کشور                | تولید باریتین (هزار تن) |
| ---- | ------------------- | ----------------------- |
| —    | جهان                | 8250                    |
| ۱    | چین                 | ۳٬۰۰۰                   |
| ۲    | هند                 | ۱٬۱۴۰                   |
| ۳    | مراکش               | ۱٬۲۰۰                   |
| ۴    | ایالات متحده آمریکا | ۶۶۳                     |
| ۵    | مکزیک               | ۴۲۰                     |
| ۶    | ایران               | ۳۵۰                     |
| ۷    | قزاقستان            | ۳۰۰                     |
| ۸    | ترکیه               | ۲۷۰                     |
| ۹    | تایلند              | ۱۳۵                     |
| ۱۰   | پاکستان             | ۱۳۲                     |